# Томаш Коубек
Томаш Коубек (чеськ. Tomáš Koubek, нар. 26 серпня 1992, Градець-Кралове) — чеський футболіст, воротар німецького «Аугсбурга» і національної збірної Чехії.

## Клубна кар'єра
У дорослому футболі дебютував 2011 року виступами за команду клубу «Градець-Кралове» з рідного міста, в якій провів чотири сезони, взявши участь у 23 матчах чемпіонату. 
Своєю грою за цю команду молодий голкіпер привернув увагу представників тренерського штабу клубу «Спарта» (Прага), з яким уклав контракт 2015 року. Того ж року для підтримання ігрової практики був відданий в оренду до «Слована», де став основним воротарем команди. Повернувшись у 2016 до «Спарти», став основним і в ній, а через сезон уклав контракт із французьким «Ренном». У Франції протягом двох сезонів також був основною опцією тренерського штабу на воротарській позиції.
6 серпня 2019 року було оголошено про перехід чеського воротаря до німецького «Аугсбурга», з яким той уклав чотирирічний контракт.

## Виступи за збірні
2009 року дебютував у складі юнацької збірної Чехії, взяв участь у 17 іграх на юнацькому рівні. Протягом 2012–2015 років залучався до складу молодіжної збірної Чехії. На молодіжному рівні зіграв у 17 офіційних матчах.
У березні 2016 року дебютував в офіційних матчах у складі національної збірної Чехії. А вже у травні 2016 року головний тренер збірної Чехії Павел Врба включив Коубека до розширеної заявки національної команди для участі у фінальній частині Євро-2016.

## Досягнення

#### «Ренн»
- Володар Кубка Франції: 2019